# سانتا صوفيا (إميليا رومانيا)
سانتا صوفيا (بالإيطالية: Santa Sofia)‏ هي بلدية في مقاطعة فورلي تشيزينا في إقليم إميليا رومانيا الإيطالي.

## السكان
في سنة 1861 بلغ عدد السكان 5٬247 نسمة، وتطور العدد ليصل في سنة 2011 لـ 4٬193 نسمة.
يظهر هذا المخطط البياني تطور النمو السكاني لـ سانتا صوفيا (إميليا رومانيا)

## أعلام
- باسكال الثاني